# Tchortchana
Tchortchana est un village de la municipalité de Khachouri, dans la région de Shida Kartli, en Géorgie, située à 900 mètres d'altitude et à 33 km de Khachouri. Selon les données du 1er janvier 2006, le village compte 32 ménages, soit un total de 88 personnes.

## Crise de 2019
Le 28 août 2019, le Service de sécurité d'État de Géorgie annonce que des mouvements d'équipement militaire des forces séparatistes avaient été observés dans les territoires occupés par la Russie près du village de Tchortchana. La question devait être discutée lors de la 95e réunion du Mécanisme de prévention et de réponse aux incidents à Ergneti le 29 août, mais les représentants de Tskhinvali perturbent la réunion.
Egor Kotchiev, un représentant sud-ossète, donne alors un ultimatum au gouvernement central géorgien, selon lequel Tbilissi a jusqu'au 30 août pour défaire son poste de police près du village occupé de Tsnelissi ou risquer plus de tensions sur Tchortchana. En réponse à l'ultimatum, Irakli Antadzé, chef adjoint du département d'analyse de l'information du Service de sécurité de l'État de Géorgie, déclare que seul l'État géorgien décide où déployer ses postes de police. Selon lui, le poste de contrôle dans le village de Tchortchana est un poste de police standard, avec du personnel et du matériel situés sur le territoire contrôlé par le gouvernement central de Géorgie.
Le Ministère géorgien des Affaires étrangères se déclare préoccupé par la proximité du village de Tchortchana, sur le territoire contrôlé par le gouvernement géorgien, de la ligne d'occupation, et par la mobilisation d'équipements et de personnel militaires par les forces russes.

Un communiqué du Ministère géorgien des Affaires étrangères déclare ainsi : 
« De telles actions destructrices et ces déclarations des dirigeants du régime d'occupation constituent une provocation qui aggravent encore plus la situation en matière de sécurité et visent à déstabiliser la situation. La Géorgie est déterminée à respecter ses engagements, à trouver une solution pacifique au conflit et à utiliser tous les moyens diplomatiques disponibles pour désamorcer la situation et mettre fin au processus illégal. »
Lacha Darsalia, vice-ministre géorgien des Affaires étrangères, déclare le 30 août que la question du démantèlement du poste policier de Tchortchana n'est pas envisagée. La partie géorgienne n'accepte pas l'ultimatum du gouvernement de Tskhinvali et ne défait pas le poste de contrôle près du village de Tchortchana et continue de le fortifier durant la nuit.